# Arte postal

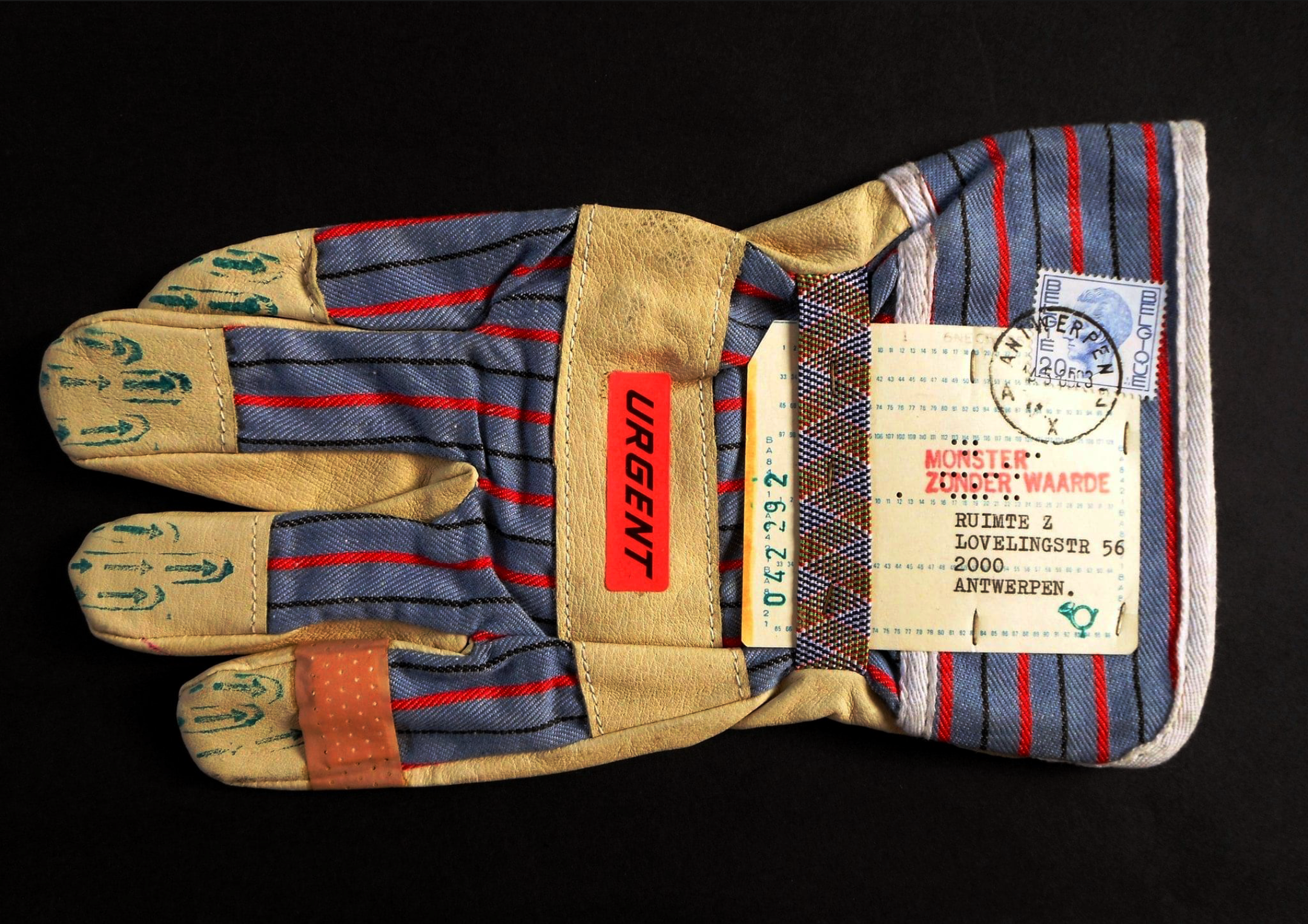
Arte Postal - Guante perfumado (1980) de Guy Bleus.

El Arte Postal (AP) o arte de correo, en inglés Mail Art, es un movimiento planetario de intercambio y comunicación a través del medio postal. Su historia viene de antiguo, tanto como el servicio postal, ya que es ese su medio de difusión, aunque puede rastrearse hasta sus primeras manifestaciones en el grupo Fluxus o los neo-dadaístas.

## Características
El hecho de utilizar este medio condiciona las características del objeto a enviar, en cuanto a tamaño, peso o forma, que deben atenerse a las condiciones establecidas por los distintos servicios postales de cada país. Es frecuente que existan lo que podríamos denominar “transgresiones” del sistema por ambas partes, a veces los artistas postales juegan con las especificaciones estatales del correo, y otras, los funcionarios permiten la circulación de esos objetos tomando parte en un juego del que ya forman parte sean o no conscientes de ello.
El canal es parte integrante, y a veces la de mayor peso, puesto que aporta el ruido, la incertidumbre, o la intervención sobre la obra de las distintas fases administrativas por las que transcurre el viaje postal.
Pero el AP es algo más que un simple intercambio de arte a través del correo, es sobre todo comunicación. Ambos aspectos, arte y comunicación se funden en el envío postal, primando en cada ocasión y dependiendo de cada artista postal, uno sobre el otro, o estableciendo una compensación entre ambas características.
Hoy día, el AP ha hecho suyas las nuevas tecnologías ofimáticas o digitales y utiliza cualquiera de estos nuevos instrumentos como medios de difusión, así, se generalizaron antes los envíos a través del fax, o por medio del correo electrónico actualmente.
Existen varios principios que se entienden aceptados y compartidos por los actores del AP. Estos, fueran formulados expresamente o no en sus comienzos, han devenido en normas a cumplir en el ejercicio del AP y constituyen su esencia más profunda, de modo que si no se respetan, hace tambalearse al espíritu del AP.
Todos ellos no son sino signos diferenciadores del arte oficial, donde el mercado es quien dicta las normas y al que hay que ajustarse para sobrevivir.
- Libertad de expresión: aunque a veces en los proyectos de AP se establecen temas determinados, al artista postal se le supone libertad absoluta para el ejercicio de su actividad.

- No hay selecciones, no hay jurados. Todos los trabajos recibidos en los proyectos se aceptan y se exponen, sin limitaciones.

- No hay ventas. El dinero y el AP no se llevan bien, los trabajos enviados permanecen en poder de sus receptores en forma de archivos, y estos tienen el derecho de exponerlos, coleccionarlos o disponer de ellos como deseen, con una cierta obligación entendida de preservarlos y conservarlos del mejor modo posible.

- Realizar catálogos o listas de los participantes en los proyectos entra dentro tanto de las posibilidades económicas del momento y de cada artista postal, como de las normas de la buena educación.

Los objetos que constituyen este movimiento artístico son variados e incluyen libros de artista, postales de artista, estampillas de artistas, sellos de artista, collages, crismas, sellos de caucho, vídeos, audios, copy-art, cadenas de artista, ATC, objetos en 3D, creaciones digitales, net-art, y un largo etcétera en el que cabe citar los mismos sobres y postales, intervenidos y convertidos en objetos artísticos por los remitentes.
Actualmente, aceptado en las bienales, objeto de estudios académicos, incluido en libros y antologías, estudiado en las universidades, o de tratamiento obligado en toda revista de arte que se precie, está sufriendo los intentos de ser integrado socialmente, por esa clásica manera de absorción que realiza la sociedad ante la presencia de un cuerpo extraño en su estructura cultural.

## Algunos representantes en Latinoamérica
- Clemente Padín (Uruguay)
- Liliana Porter  (Argentina)
- Luis Camnitzer (Uruguay)
- Ulises Carrión (México)
- Guillermo Deisler (Chile)